# سیلیلن
سیلیلن (به انگلیسی: Silylene) یک ترکیب شیمیایی با شناسه پاب‌کم ۶۳۲۷۲۳۰ است. '''سیلیلن‎‏‌‍''' ترکیبی از سیلیسیم و هیدروژن است، که در شرایط استاندارد دما و فشار,گازی شکل است.